# China Film Group Corporation
China Film Group Corporation (CFGC, Корпорация «Китайская киногруппа») — китайская государственная кинокомпания, крупнейший производитель кинофильмов в стране, а также крупнейший дистрибьютор и прокатчик китайских и иностранных кинофильмов в Китае. Основана в 1999 году в результате объединения Beijing Film Studio (1949), China Film Corporation (1951) и нескольких других предприятий киноиндустрии, штаб-квартира и основные студии расположены в Пекине. Акции дочерней компании China Film Co. Ltd. котируются на Шанхайской фондовой бирже.
China Film Group Corporation производит кинофильмы и телесериалы, экспортирует и импортирует кинопродукцию, управляет сетью кинотеатров формата DMAX, продвигает китайские фильмы на различных международных кинофестивалях, а также производит DVD и CD диски. Кроме того, дочерняя компания China Film Co-production Corporation курирует все совместные проекты между китайскими и иностранными кинокомпаниями. Почти весь кинопрокат иностранных фильмов проходит в Китае через China Film Group или её дочернюю компанию Huaxia Film Distribution.
В Пекине базируется компания Huaso Film & TV Digital Production — совместное предприятие, основанное в 2004 году China Film Group Corporation и Sony Pictures Entertainment (производство телесериалов, реалити-шоу и других развлекательных шоу).

## Крупнейшие проекты
China Film Group принимала участие в производстве и выступала инвестором следующих фильмов:
- Разборки в стиле кунг-фу (2004)
- Свадьба Туи (2006)
- Полководцы (2007)
- Троецарствие: Возрождение дракона (2008)
- Землетрясение (2010)
- Конфуций (2010)
- Мастер тай-цзи (2013)
- Переправа (2014)
- Седьмой сын (2014)
- Форсаж 7 (2015)
- Тотем волка (2015)
- Пиксели (2015)
- Крадущийся тигр, затаившийся дракон: Меч судьбы (2016)
- Русалка (2016)
- Воздушный удар (2016)
- Великая стена (2016)
- Варкрафт (2016)
- Кунг-фу панда 3 (2016)
- Форсаж 8 (2017)
- Блуждающая Земля (2019)
- Тайна печати дракона (2019)
- Шанхайская крепость (2019)
- Двойной мир (2020)
- Авангард: Арктические волки (2020)
- Жертва (2020)
- Лунный человек (2022)
- Полноводная красная река (2023)
- Форсаж 10 (2023)
- Рождённый летать (2023)
- Блуждающая Земля 2 (2023)